# United Front Games
United Front Games foi um estúdio canadense de desenvolvimento de jogos eletrônicos com sede em Vancouver. Eles criaram títulos para o PlayStation 3, PlayStation 4, PlayStation Portable, PlayStation Vita, Xbox 360, Xbox One e Microsoft Windows. Eles são os desenvolvedores do ModNation Racers e o sucesso crítico e comercial Sleeping Dogs, além de colaborarem com outros estúdios em projetos como Tomb Raider: Definitive Edition (Crystal Dynamics) e Halo: The Master Chief Collection (343 Industries).
Criado em 2007, o estúdio era formado por ex-membros da EA Black Box, Rockstar Vancouver, Radical Entertainment e Volition, que criavam jogos eletrônicos com um cenário de mundo aberto. Em 2016, o United Front Games fechou oficialmente.

## História
O United Front Games foi fundado em 2007. Seu primeiro título oficial foi o ModNation Racers, um jogo de corrida de kart com conteúdo gerado pelo usuário, que começou a produção em 2008 e foi lançado em maio de 2010. Em agosto de 2012, eles lançaram Sleeping Dogs (anteriormente conhecido como True Crime: Hong Kong). Embora se acredite amplamente que Sleeping Dogs tenha sido originalmente concebido como um título na série True Crime, na verdade foi construído do zero como uma propriedade intelectual original. O United Front Games também criou o LittleBigPlanet Karting com a ajuda dos criadores da série, Media Molecule.
O United Front Games também trabalhou na versão do Xbox One de Tomb Raider: Definitive Edition.
No início de 2013, a United Front estava trabalhando na sequência de Sleeping Dogs. O jogo teria retomado após o jogo original, mais uma vez após as explorações anteriores do oficial (anteriormente disfarçado) Wei Shen. Desta vez, Shen seria acompanhado por um "parceiro corrupto e conflituoso" chamado Henry Fang, enquanto exploravam o Delta do Rio das Pérolas na China. O jogador teria a capacidade de prender qualquer NPC no mundo e influenciar uma história ramificada que trocava entre Shen e Fang. Dizia-se que o jogo era o jogo mais ambicioso da United Front, que incluiria um aplicativo de segunda tela para dispositivos móveis que seriam capazes de interagir com o mundo do jogo; Jogando como inspetor Jane Teng, você "gerenciava a força policial e tentava controlar territórios" a partir do seu dispositivo móvel. Se você era o dono do jogo, suas escolhas no jogo para dispositivos móveis influenciavam o que está acontecendo no mundo, as gangues no controle etc. Se você convocasse uma patrulha da polícia em um dispositivo móvel, veria isso no jogo como um helicóptero voando. Se você não era o dono do jogo, a esperança era criar um jogo divertido e gratuito que o levasse ao console. Os planos para a sequência foram finalmente descartados no final de 2013, antes mesmo de o projeto entrar em produção.
Em outubro de 2014, o United Front lançou Sleeping Dogs para o PlayStation 4 e Xbox One chamado Sleeping Dogs: Definitive Edition. Em setembro de 2014, a United Front Games anunciou Triad Wars, um jogo online de ação e aventura em mundo aberto. Originalmente direcionado para um lançamento no início de 2015 no PC, Triad Wars era um jogo ambientado no universo de Sleeping Dogs em Hong Kong. No entanto, em dezembro de 2015, o United Front anunciou o fechamento em janeiro de 2016 da versão beta aberta do Triad Wars.
Em colaboração com a desenvolvedora de propriedade da Microsoft Studios, 343 Industries, o United Front Games desenvolveu a compilação Halo: The Master Chief Collection, publicada em novembro de 2014.
Em 17 de outubro de 2016, o United Front Games anunciou o fechamento, mesmo que seu mais novo jogo, Smash+Grab, um brawler multijogador online, estivesse disponível há menos de um mês no Steam Early Access. Nenhum outro detalhe veio do United Front Games sobre o fechamento do estúdio.

## Jogos desenvolvidos
| Ano       | Título                                     | Plataforma(s) | Plataforma(s) | Plataforma(s) | Plataforma(s) | Plataforma(s) | Plataforma(s) | Plataforma(s) | Plataforma(s) |
| Ano       | Título                                     | PS3           | PS4           | Win           | OS X          | X360          | XOne          | OnLive        | WiiU          |
| --------- | ------------------------------------------ | ------------- | ------------- | ------------- | ------------- | ------------- | ------------- | ------------- | ------------- |
| 2010      | ModNation Racers                           | Sim           | Não           | Não           | Não           | Não           | Não           | Não           | Não           |
| 2012      | Sleeping Dogs                              | Sim           | Sim           | Sim           | Sim           | Sim           | Sim           | Sim           | Não           |
| 2012      | LittleBigPlanet Karting                    | Sim           | Não           | Não           | Não           | Não           | Não           | Não           | Não           |
| 2014      | Tomb Raider: Definitive Edition            | Não           | Sim           | Não           | Não           | Não           | Sim           | Não           | Não           |
| 2014      | Halo: The Master Chief Collection          | Não           | Não           | Não           | Não           | Não           | Sim           | Não           | Não           |
| 2016      | Disney Infinity 3.0 – Marvel Battlegrounds | Sim           | Sim           | Sim           | Não           | Sim           | Sim           | Não           | Sim           |
| Cancelado | Sleeping Dogs 2                            | Não           | Sim           | Sim           | Não           | Não           | Sim           | Não           | Não           |
| Cancelado | Smash+Grab                                 | Não           | Não           | Sim           | Não           | Não           | Não           | Não           | Não           |
| Cancelado | Triad Wars                                 | Não           | Não           | Sim           | Não           | Não           | Não           | Não           | Não           |